# Indio Bamba
El Indio Bamba es el personaje de una leyenda tradicional de Córdoba, Argentina.

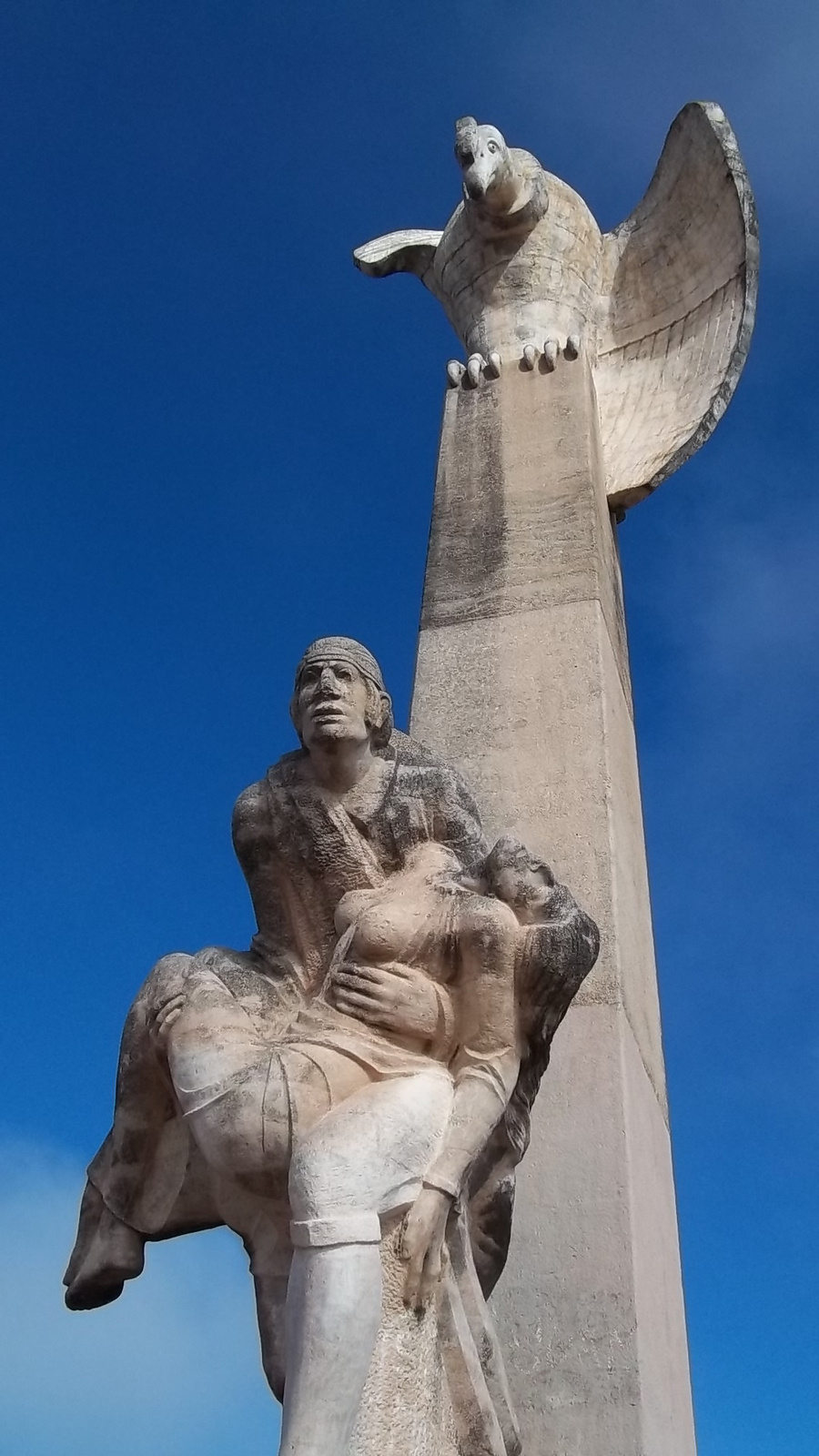
Estatua que representa el rapto por el indio Bamba de su amada María Magdalena: El cóndor vigila el horizonte.... Obra del escultor cordobés Miguel Pablo Borgarello

## Historia
A mediados de siglo XIX, en el interior de la provincia de Córdoba había una familia de encumbrado apellido que tenía entre sus posesiones a varios esclavos, siendo uno de ellos Bamba.
El padre de la familia, un hacendado y rico hombre de campo, tenía una hermosa hija, la luz de sus ojos, su mayor tesoro, a la que consentía en todos sus deseos.
El destino quiso que Bamba y María cruzaran sus miradas, desafiando las duras estructuras sociales de la época, ya que un esclavo no podía atreverse a mirar siquiera a la hija del que poseía su vida entera. El poeta Walter Ramón Galíndez escribió que "los amantes eligieron la clandestinidad como marco de sus sensaciones". Ataliva Herrera recogió, de relatos populares, una serie de datos entre reales e imaginarios.
La historia sigue con los 20 años de amor que tuvieron esta desafiante pareja, la cual fue bendecida con 4 hijos, el menor de ellos ciego por "castigo de Dios", como decía la ignorancia de la época debido a la desobediencia de María.
La parte más cruel de la historia tiene que ver cuando el padre, despechado por el desprecio de su hija, ofreció una recompensa por el cuerpo de Bamba y sus hijos, además de traer a su hija de vuelta a su mansión. Una de las versiones dice que Bamba fue fusilado junto con sus hijos frente a su esposa, y otra versión dice que el indio murió al caer de un precipicio.

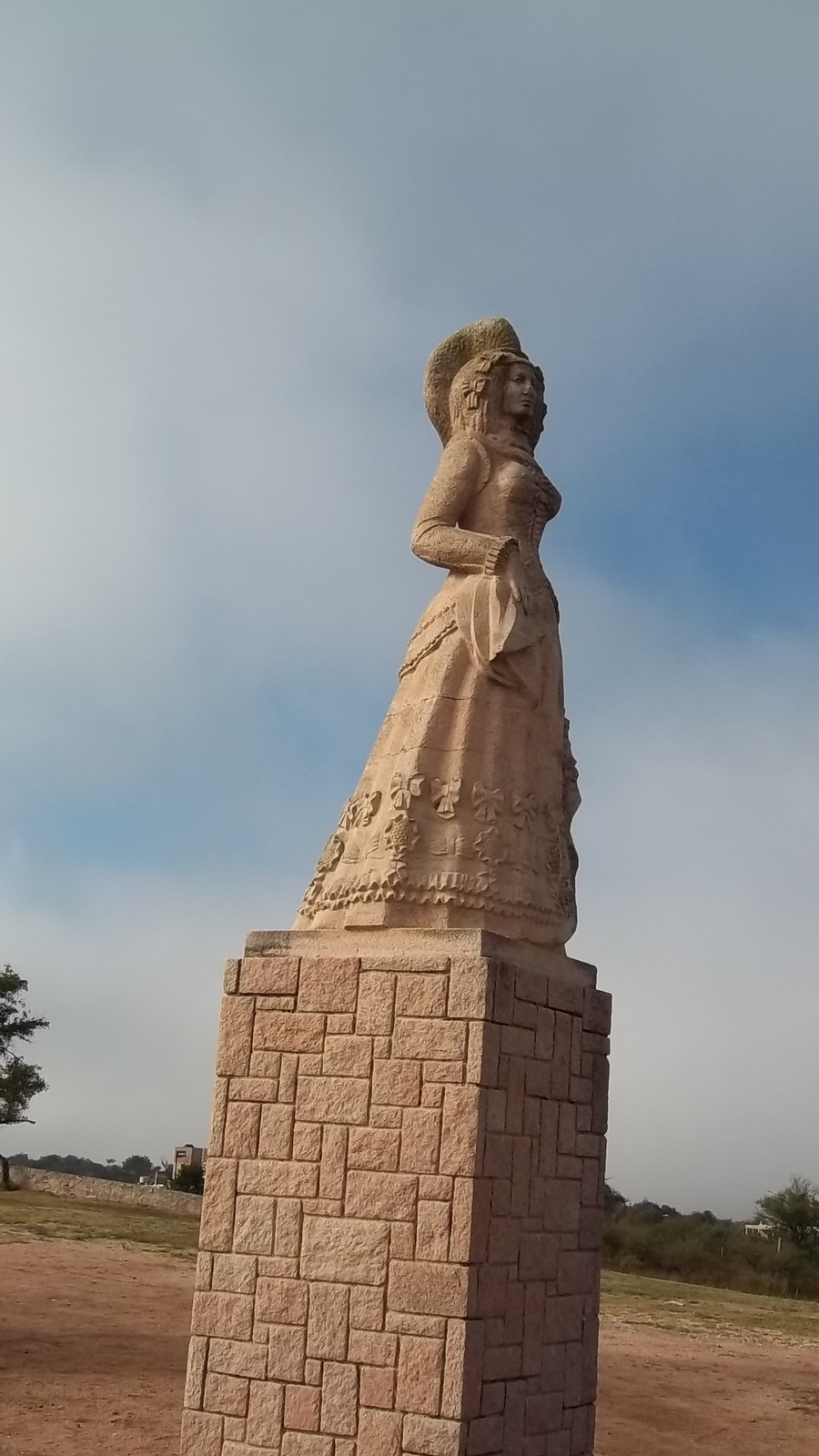
Las tres imágenes femeninas que acompañan al indio Bamba parecen representar los estadios de María Magdalena: doncella, madre y monja. Obra del escultor cordobés Miguel Pablo Borgarello

María, ya sin su esposo e hijos, fue llevada de nuevo a su propio hogar y de allí al convento de "Las carmelitas descalzas", donde murió llorando su familia perdida.

## La canción

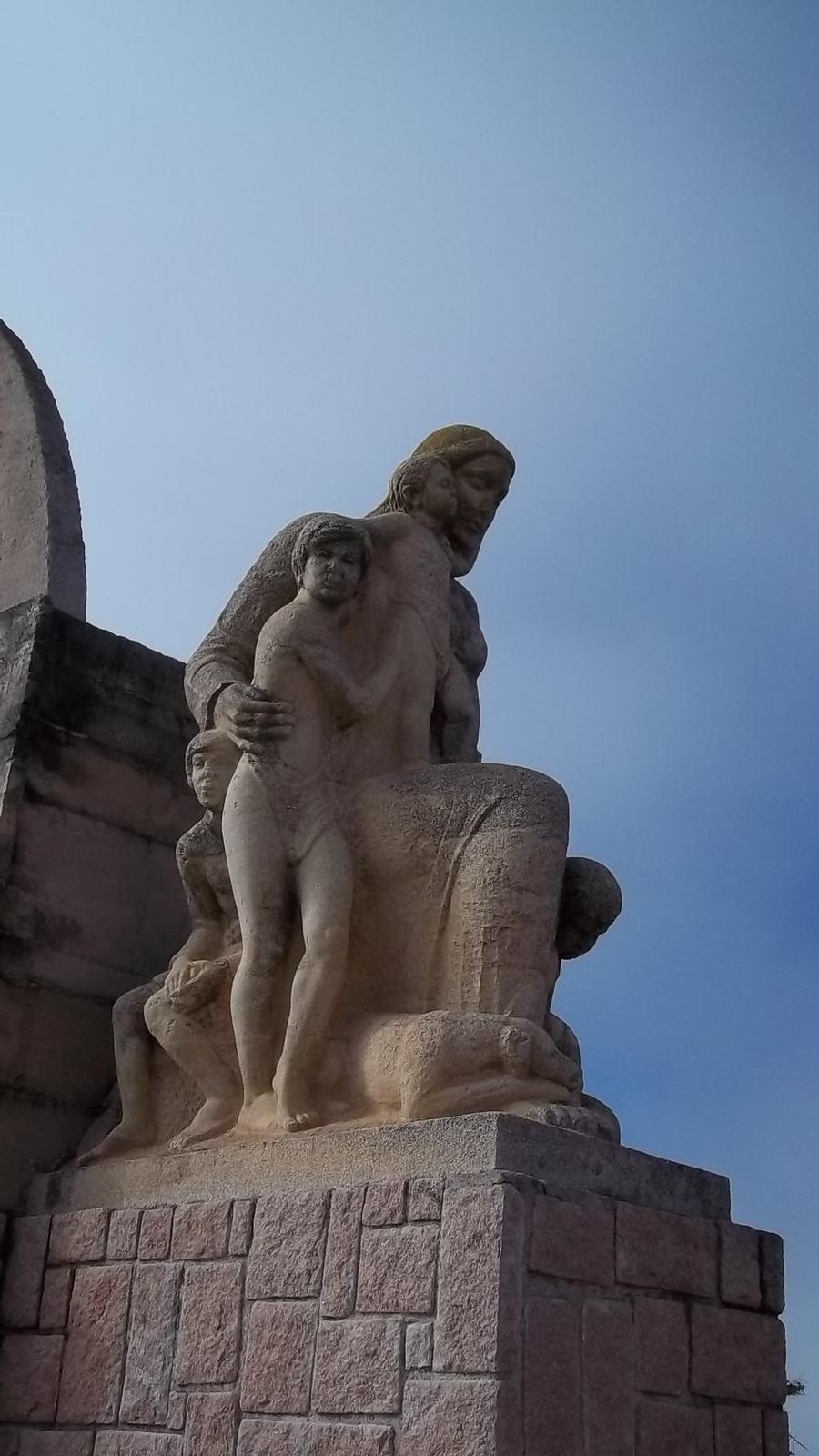
Las tres imágenes femeninas que acompañan al indio Bamba, parecen representar los estadios de María Magdalena: doncella, madre y monja.Obra del escultor cordobés Miguel Pablo Borgarello

En esta canción se reúne las tradiciones y leyendas referidas a este personaje.

Bamba (zamba)
Letra: Walter Ramón Galíndez
Música: Raúl y Fernando Montachini

Ese nombre de Bamba se hizo estrella
En el joven corazón de la muchacha;
Y fundaron el amor sobre el orgullo
Que desprecia el color de cada raza;
Cuando enciende la luna de azucena
Los ojos de una niña enamorada.
El verde de los sauces sobre el río
El canto del zorzal por la mañana;
Alegraron la cueva entre los cerros;
Que aromaba la flor de la esperanza
La soberbia de algunos no comprende
Que al amor en libertad...le crecen alas.
Estribillo
Arbolitos de vida le nacieron
A María Magdalena en sus entrañas;
Si ese bamba fue su sol de primavera
Magdalena fue paloma enamorada
Veinte años de lunas y ternuras
Hermosa y sublime historia de amor.
Un idilio en nombre de la vida
Un ejemplo de amor y de palabras;
La María Magdalena se hizo aurora;
Al sentirse lucero en la montaña
Anidando el silencio cielo arriba
Su romántico destino junto a Bamba.
El antiguo rencor llegó a los cerros
Porque a Bamba y a sus hijos los odiaban;
Y distante del perdón la Magdalena
Se moría…de amor…amurallada;
Legendaria verdad…que fue quedando
En la Córdoba azul de las campanas.

## La leyenda
La leyenda sobre Bamba, fue reflejada por  Ataliva Herrera en un extenso poema de doce cantos.

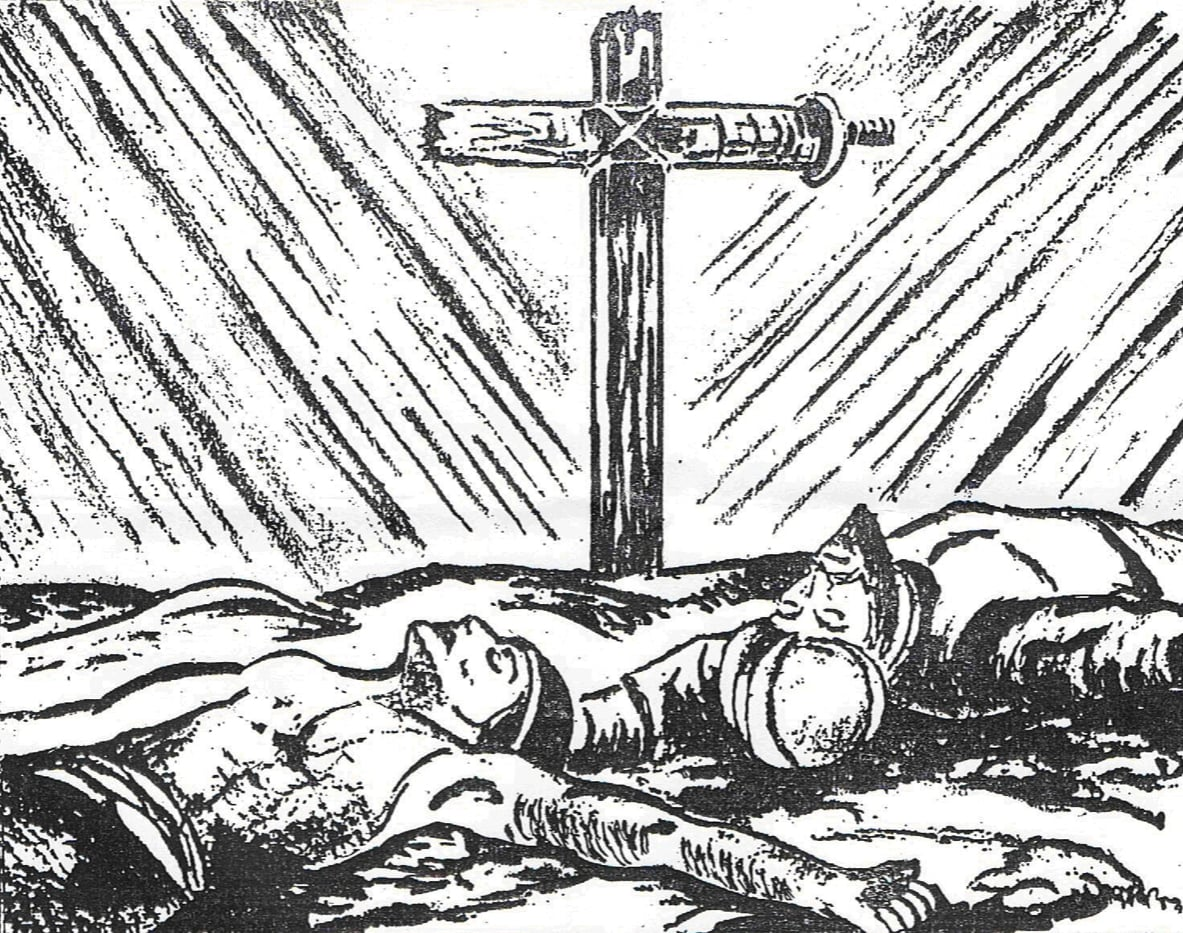
Representación ilustrativa de la muerte del capitán Tristán de Allende y el cacique Olayón luego de un combate singular por la llegada de los españoles a sus tierras

El drama se desarrolla en la Córdoba colonial y zonas aledañas, a mediados del siglo XVII.
El poema comienza diciendo que el Capitán de las fuerzas españolas Tristán de Allende, hermano del regidor Juan de Allende, conoció en una expedición, a una india de nombre Dominga y de un encuentro amoroso a orillas del río Saldán, nació un niño al que llamaron Bamba.
Fue ocultado el origen del niño mestizo y Juan de Allende, con el correr de los años,  lo adoptó como sirviente. Tristán prosigue sus campañas contra los indios y a causa de un enfrentamiento con el Cacique Olayón, muere en Cruz del Eje.  Con los ejes de una carreta hicieron la cruz de su sepultura.
María Magdalena era una hermosa doncella, hija del Regidor y Doña Engracia que estuvo al cuidado de Bamba, unos pocos años mayor que ella y que en definitiva era su primo hermano. 
La bella joven se enamora de Gaspar de la Quintana que había ido a estudiar al Colegio Monserrat y tenía como tutor a su tío Don Juan de Allende.
Gaspar, se recibe en la Universidad y en medio de los festejos declara su amor a María Magdalena. Bamba que oculto escuchaba, se dolía mucho al saber que el joven mantenía relaciones amorosas con una viuda llamada Ágata Mansilla y pensó que debía defender a su amita de este engaño.
Al terminar la fiesta lo sigue a uno de los barrios de extramuros que frecuentaba Gaspar, lo provoca y lo mata. Bamba huye raudamente, antes del amanecer, en potro robado, hacia las sierras del sur, en busca de un lugar inaccesible para la justicia, que pronto se pondrá en marcha. 

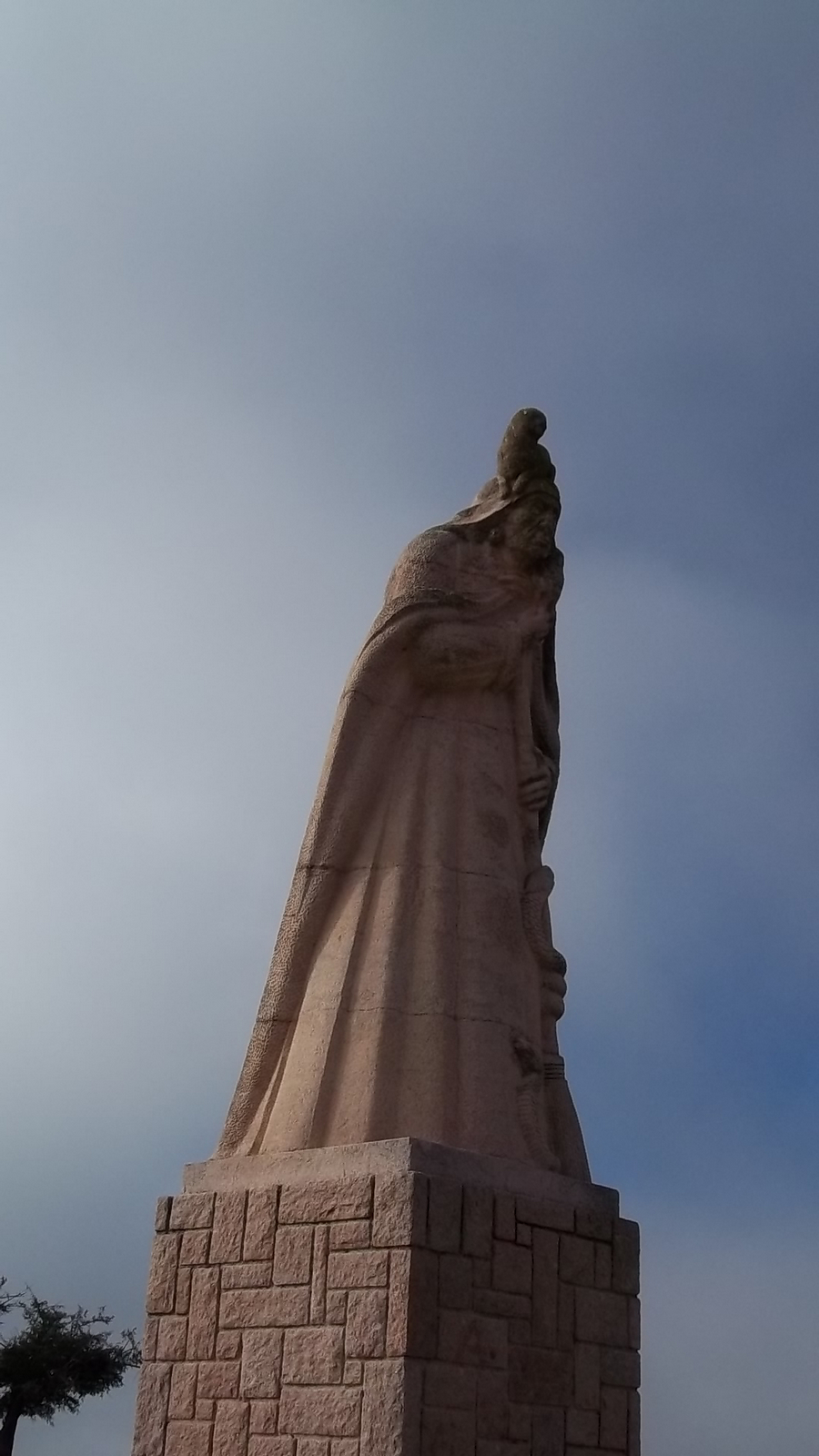
Las tres imágenes femeninas que acompañan al indio Bamba, parecen representar los estadios de María Magdalena: doncella, madre y monja.Obra del escultor cordobés Miguel Pablo Borgarello

Habrá un pacto con una bruja en una Salamanca, pero su visión del crimen y el sentimiento de su adorable Magdalena lo persiguen, lo desgarran. 
Aprovechando una noche de tormenta, se dirige a la casa del Regidor y en coincidencia con un atronador rayo, rompe la puerta, se dirige al dormitorio y rapta a Magdalena, quien al ver a Bamba se desmaya. Se deja llevar hacia la montaña sin oponer ninguna resistencia y comienza de esta manera una nueva vida.
Nacerán cuatro hijos, Magín, Crespín, Delfín y un niño ciego, quien desencadenará, finalmente, el drama de Bamba. 
“La flor del Lirio-lay” era buscada por los tres hermanos para la cura del niño ciego. Delfín, el menor, la encontró y sus hermanos enceguecidos por la envidia lo mataron a garrotazos, enterrándolo cerca de una vertiente, la cual, se tiñó de color oro. 
Los dos hermanos siguieron andando, cuidando la flor y deseando íntimamente, cada uno, ser el que tuviera el honor de entregársela a su padre. Exhausto, Magín se duerme y Crespín lo tira a un profundo pozo, respondiendo a los angustiados gritos de su hermano: ¡Sal, si puedes!, ¡sal, si puedes! 
Crespín no regresó nunca con la flor. Conoció a Rosa, la hija de un adinerado estanciero. Se casó con ella, pero al descubrir que le era infiel. La subió a la punta de un altísimo árbol, al cual le cortó todas las ramas, para que no pudiera bajar nunca más. Rosa murió de hambre y se transformó en el canto de un pájaro llamando eternamente a su amado esposo “¡Crespín!,.. ¡Crespín..! 
María Magdalena y Bamba, esperaron en vano a sus tres hijos que nunca retornaron, sin saber la causa de lo ocurrido.
Un día salieron en la búsqueda de alimento que consistía en huevos y pichones que anidaban en las barrancas. Bamba se ataba una soga a la cintura y Magdalena en lo alto, la sujetaba.  El niño ciego que estaba jugando con el perro “jazmín”, se acerca peligrosamente a la barranca. La madre al querer salvarlo, suelta la soga de la que pendía la vida de Bamba, quien cae estrepitosamente al fondo del barranco, empurpurando la amarilla tosca.  
Magdalena llena de pena, regresa a la cueva y en los albores del nuevo día su hijito ciego había muerto. Lo llevó al cerro nevado, lo puso en una canasta, lo colgó de un árbol y la madre naturaleza lo transformó en la “flor del aire “. 
Una comisión policial que buscaba a Bamba, creyendo que todavía vivía encontró a María Magdalena y la llevó a la ciudad. Cuando llega a casa de su padre, este la estrecha “entre sus brazos viejos, temblorosos, herido el corazón de gozo y pena, cayó muerto ante el ruedo de curiosos”.
Magdalena fue perdiendo la razón y fue llevada al Convento de Santa Catalina, al norte de Córdoba,  y en una Semana Santa, mientras Fray Luis de Tejeda oficiaba misa se sintió un aterrador grito. Había expirado María Magdalena. Al día siguiente fue enterrada y en el huerto, una hermana descubrió una avecilla blanca con las puntas de las alas negras. A ese pájaro, que habita en las sierras cordobesas, le  llaman monjita o viudita. Su blancura representa el alma de María Magdalena y las manchas negras, sus pecados terrenales.

## Monumento
En la comuna de Estancia Vieja, vecina de Cabalango y de Villa Santa Cruz del Lago, se erige el monumento al “Indio Bamba”, obra del escultor cordobés Miguel Pablo Borgarello, construido de cemento y piedra entre 1949 y 1951. El artista buscaba plasmar en ella el espíritu y la esencia del poema Bamba del escritor Ataliva Herrera (1888-1953). Se erigió por idea del loteador y urbanizador José Muñoz, amigo de Herrera.
Se descubren los principales pasajes del texto literario. Cuenta con 17 m de altura y 209 m². Se sitúa a 8 km al norte de Villa Carlos Paz, Provincia de Córdoba, la altura del km 745 de la RN 38, y desde allí ingresando por Av. San Martín aprox. 1.5 km, en una plaza con amplia vista panorámica.